# ارس سرخ‌‌گیله
ارس سرخ‌گیله (نام علمی: Juniperus coahuilensis) نام یک گونه از سرده ارس است.